# Bernard d'Audijos
Bernard d'Audijos ou Daudijos ou encore Daudejos (Coudures, 1638-1677) est un ancien soldat de l'armée du roi devenu rebelle.

## Présentation
Bernard d'Audijos, fils de Jean d'Audijos, écuyer, seigneur de Renung et Arëou en Coudures, capitaine au régiment de Gramont, et de Diane de Talasac-Bahus, est issu d'une famille de petite noblesse. En 1664, revenu dans son pays après une carrière de dix ans comme soldat du roi, il se révolte contre la gabelle imposée par Colbert et son intendant Pellot. Avec ses « Invisibles » - de simples paysans locaux exaspérés par l'impôt sur le sel, il assaille les convois royaux avant de se replier dans les forêts des environs de Hagetmau, offrant ainsi le premier exemple de « guérilla » telle qu'on la connaît aujourd'hui. Elle durera jusqu'en 1670, malgré les renforts envoyés par Louis XIV pour y mettre un terme.
Audijos, traqué, se réfugie en Espagne, où il échappe encore aux assauts de Pellot. Après un retour en Chalosse, il abandonne la lutte, faute de moyens, et reste en Espagne pendant huit années au cours desquelles il essaie d'obtenir en vain la grâce auprès du Roi Soleil. Ce dernier accepte enfin de négocier avec Audijos par le biais de Sève, son nouvel intendant. Audijos fait amende honorable et accepte de servir à nouveau le roi.
Conscient de ses qualités de chef militaire, le souverain lui confie le commandement d'un régiment de cavalerie : l'Audijos-Dragons. Audijos rejoint l'armée du maréchal de Vivonne pour défendre la ville de Messine contre l'armée espagnole. Après une victoire contre le prince Gincinelli, il trouve la mort, atteint de la malaria en 1677.

## Adaptations
La lutte des invisibles et de leur chef charismatique a fait l'objet d'adaptations en roman et bandes dessinées :
- The muskets of Gascony de JHM. Salmon, Minerva Press, 2001. Ce roman anglo-saxon à la Walter Scott mêle grande Histoire et fiction, et centre l'action sur la fuite d'Audijos dans les Pyrénées.
- Les Invisibles de Jean Harambat, Futuropolis, 2008. Il s'agit d'une bande dessinée poétique qui retrace la vie d'Audijos en faisant la part belle à sa famille, à ses lieutenants et à la description du monde rural de la fin du XVIIe siècle.